# Ивановка (Ивано-Франковская область)
Ивановка (укр. Іванівка, пол. Janówka) — село в Дубовской сельской общине Калушского района Ивано-Франковской области Украины.
Население по переписи 2001 года составляло 627 человек. Занимает площадь 6,611 км². Почтовый индекс — 77643.

## География
У села протекает река Смерека, левый приток Дубы.

## История
Первое письменное упоминание села датируется 1686 годом.
В 1939 году в селе проживало 770 жителей (765 украинцев и 5 евреев).
В 1946 году указом ПВС УССР село Яновка переименовано в Ивановку.